# Ferreux-Quincey

Ferreux-Quincey este o comună în departamentul Aube din nord-estul Franței. În 1 ianuarie 2022 avea o populație de 405 de locuitori.